# Мылинское сельское поселение (Бурятия)
Се́льское поселе́ние «Мылинское» (бур. Мэлын hомон) — муниципальное образование в Закаменском районе Бурятии Российской Федерации.
Административный центр — улус Мыла.

## История
Статус и границы сельского поселения установлены Законом Республики Бурятия от 31 декабря 2004 года № 985-III «Об установлении границ, образовании и наделении статусом муниципальных образований в Республике Бурятия»

## Население
| 2002 | 2011 | 2012 | 2013 | 2014 | 2015 | 2016 |
| ---- | ---- | ---- | ---- | ---- | ---- | ---- |
| 656  | ↗665 | ↘647 | ↘639 | ↘628 | ↘624 | ↗628 |
| 2017 | 2018 | 2019 | 2020 | 2021 | 2023 | 2024 |
| ↘611 | ↘608 | ↘596 | ↘588 | ↗609 | ↘597 | ↘528 |

## Состав сельского поселения
| № | Населённый пункт | Тип населённого пункта       | Население |
| - | ---------------- | ---------------------------- | --------- |
| 1 | Мыла             | улус, административный центр | ↘582      |